# Chełminko
Chełminko – wieś w Polsce położona w województwie wielkopolskim, w powiecie szamotulskim, w gminie Duszniki.
W latach 1975–1998 miejscowość administracyjnie należała do województwa poznańskiego. Chełminko leży nad rzeką Mogilnicą, w pobliżu drogi krajowej nr 92.